# Herbert Junghanns (Filmproduktionsleiter)
Bernhard Herbert Oskar Junghanns, fälschlicherweise auch Herbert Junghans geschrieben (* 13. Januar 1907 in Königsberg (Preußen); † nach 1984), war ein deutscher Aufnahmeleiter und Produktionsleiter.

## Leben
Der Sohn eines Polizeimeisters besuchte das Gymnasium und stieß früh zum Film, wo er u. a. als Geschäftsführer der UFA-Theater-Betriebe Berlin tätig wurde. Seit 1936 ist er in den kommenden anderthalb Jahrzehnten bei einer Fülle von Filmen als Aufnahmeleiter nachzuweisen, darunter Das Mädchen Irene, Mein Sohn, der Herr Minister, Brillanten, Gastspiel im Paradies, Ein Mädchen geht an Land, Heimatland, Waldrausch, Jungens, Der Kleinstadtpoet, Annelie, Der 5. Juni, Besatzung Dora, Die Frau meiner Träume, 1-2-3 Corona, Quartett zu fünft, Der Bagnosträfling, Die Treppe, Hochzeitsnacht im Paradies und Geheimnis einer Ehe. In den Jahren 1953 bis 1955 stieg er vorübergehend zum Produktionsleiter auf und war in dieser Funktion auch an zwei erfolgreichen Inszenierungen Helmut Käutners beteiligt.
Dennoch musste Herbert Junghanns anschließend vorübergehend einen beruflichen Abstieg in Kauf nehmen und wurde bis zum Ende der 1950er Jahre erneut lediglich als Aufnahmeleiter sowie als Produktionsassistent eingesetzt. Zum Jahresende 1959 wechselte Junghanns zum Fernsehen und feierte dort bis Mitte der 1960er Jahre mit der Herstellung einiger Krimi-Straßenfeger nach Vorlagen von Francis Durbridge, darunter Melissa mit Ruth Maria Kubitschek in der Titelrolle, große Erfolge. 1970 war Junghanns auch an der Herstellung der viel diskutierten Menge/Toelle-Produktion Das Millionenspiel beteiligt. Mit zwei Tatort-Krimis rund um den WDR-Zollfahnder Kressin beendete Herbert Junghanns seine Fernsehtätigkeit und ging in Pension. Wann er starb ist derzeit nicht bekannt; noch 1985 erscheint sein Name mit Wohnadresse in Polling bei Mühldorf im Medienhandbuch Kay’s Deutschland.

## Filmografie (Auswahl)
als Produktionsleiter
- 1953: Rummelplatz der Liebe
- 1954: Schule für Eheglück
- 1954: Bildnis einer Unbekannten
- 1954: Ludwig II.
- 1955: Ich war ein häßliches Mädchen
- 1955: Meine 16 Söhne
- 1959: Liebe auf krummen Beinen
- 1960: Es ist soweit (Durbridge-Krimimehrteiler)
- 1962: Wer einmal aus dem Blechnapf frißt
- 1963: Tim Frazer
- 1965: Die Schlüssel (Durbridge-Krimimehrteiler)
- 1965: Acht Stunden Zeit
- 1965: Melissa (Durbridge-Krimimehrteiler)
- 1967: Sherlock Holmes (TV-Serie)
- 1969: Die Geschichte der 1002. Nacht
- 1970: Das Millionenspiel
- 1971: Tatort: Kressin und der Laster nach Lüttich
- 1972: Tatort: Kressin und die Frau des Malers